# Umeå Energi
Umeå Energi — энергетическая компания, базирующаяся в городе Умео в Швеции. Она отвечает за поставки электроэнергии, холодное водоснабжение, централизованное теплоснабжение, а также предоставляет услуги широкополосной связи через свою дочернюю компанию UmeNet.

## История
Компания была основана в 1887 году, как сообщается, после разговора между инженером из Лондона Джоном Фредериком Лютом и мэром Умео Рософфом, посетившим свадьбу этого инженера. Мэр был так впечатлён его идеями, что решил вложить деньги в паровой двигатель Luth & Rosén. В итоге электростанция была введена в эксплуатацию в 1892 году, а 36 дуговых лам на ней стали первыми лампами электрического освещения в Умео.
В 1899 году выработка электроэнергии стала более экологичной с момент основания гидроустановки у порогов реки Умеэльвен в Баггбёле. Полноценная гидроэлектростанция была построена у порогов в 1916 году; она вырабатывала электричество напряжением в 40000 В, которое могло использоваться на расстоянии более чем 20 миль. Эта станция действовала до 1958 года, когда была открыта станция в Сторноррфорсе. В 1992 Umeå Energi праздновал столетие появления электричества в Умео, предоставив две восстановленных дуговых лампы для демонстрации общественности в ратуше Умео.
Компания заявила, что у неё есть планы «отказаться от диоксида углерода» к 2018 году по причине освоения новых методов производства электроэнергии, включая использование большего количества возобновляемых источников.

## Деятельность
Компания имеет электростанции в Олидхеме, которые генерируют энергию в виде тепла от различных источников, включая домашние хозяйства, промышленные отходы и биомассы. Производимое тепло используется для приводов турбин. Имеется две станции в Даве. Основным источником питания первого завода являются отходы (20 тонн в час), которые производят 65 МВт электроэнергии. Большая часть этой энергии используется для централизованного теплоснабжения. Только 10 МВт используются для создания электроэнергии. Завод также перерабатывает отходы лесозаготовительной промышленности. Загрязнение воздуха сведено к минимуму за счёт систем фильтрации выбросов. Вторая станция в Даве производит 105 МВт электроэнергии из той же топливной смеси, что и построенная ранее станция, но с добавлением торфа. В этом случае для производства электроэнергии используется только 30 МВт. Кроме этих двух электростанций, компания также гидроэлектростанцию, ветровую станцию, а также станцию, которая генерирует энергию с помощью канализационных отходов.

## Инициатива по «светотерапии»
В течение нескольких месяцев в году восход солнца в Умео наступает в 9.00, а закат — в 14.00, ввиду чего большую часть суток в этот период времени в городе темно. Чтобы решить эту проблему, в 2012 году компания установила лампы на множестве автобусных остановок в рамках инициативы «светотерапии» (светолечения), призванной минимизировать эффекты сезонного аффективного расстройства. Компания заявила в пресс-релизе, что ультрафиолетовое излучение этих ламп безопасное и отфильтрованное, а электричество производится с помощью возобновляемых источников.

## Текущие проекты
В настоящее время компания реализует проект Hållbara Ålidhem, в результате которого должна появиться одна из крупнейших фотоэлектрических станций в мире общей площадью 28000 м².
Umenet, дочерняя компания Umeå Energi, в рейтинге компании Akamai называлась самой быстрой городской сетью связи Запада в 2011 и 2012 годах, а в 2012 годах получила награду «Оператор связи года» в Швеции.

## Критика
Компания периодически подвергается критике: например, за свою маркетинговую политику касательно предоставления Интернет-услуг или за несвоевременное подведение сетей теплоснабжения к новым коттеджным посёлкам.